# Dorcadion glabricolle
Dorcadion glabricolle är en skalbaggsart som beskrevs av Stefan von Breuning 1943. Dorcadion glabricolle ingår i släktet Dorcadion och familjen långhorningar. Inga underarter finns listade i Catalogue of Life.